# George Burd
George Burd (* 1793 in Pennsylvania; † 13. Januar 1844 in Bedford, Pennsylvania) war ein US-amerikanischer Politiker. Zwischen 1831 und 1835 vertrat er den Bundesstaat Pennsylvania im US-Repräsentantenhaus.

## Werdegang
Weder das genaue Geburtsdatum noch der Geburtsort von George Burd sind überliefert. Auch über seine Kindheit und Jugend sowie seine Schulausbildung gibt es keine Informationen. Nach einem Jurastudium und seiner 1810 erfolgten Zulassung als Rechtsanwalt begann er in Carlisle in diesem Beruf zu arbeiten. In den 1820er Jahren schloss er sich der Bewegung gegen den späteren Präsidenten Andrew Jackson an und wurde Mitglied der kurzlebigen National Republican Party.
Bei den Kongresswahlen des Jahres 1830 wurde Burd im 13. Wahlbezirk von Pennsylvania in das US-Repräsentantenhaus in Washington, D.C. gewählt, wo er am 4. März 1831 die Nachfolge von Chauncey Forward antrat. Nach einer Wiederwahl im 18. Distrikt seines Staates konnte er bis zum 3. März 1835 zwei Legislaturperioden im Kongress absolvieren. Seit dem Amtsantritt von Präsident Jackson im Jahr 1829 wurde innerhalb und außerhalb des Kongresses heftig über dessen Politik diskutiert. Dabei ging es um die umstrittene Durchsetzung des Indian Removal Act, den Konflikt mit dem Staat South Carolina, der in der Nullifikationskrise gipfelte, und die Bankenpolitik des Präsidenten.
Nach seiner Zeit im US-Repräsentantenhaus ist George Burd politisch nicht mehr in Erscheinung getreten. Ansonsten praktizierte er wieder als Anwalt. Seit 1843 lebte er im Mercer County. Er starb am 13. Januar 1844 in Bedford.